# 김영호 (1972년)
김영호(한국 한자: 金永湖, 1972년 6월 6일 ~ )는 대한민국의 전 축구 선수이며, 포지션은 골키퍼였다.